# Chiesa di San Biagio (Ferrara)
La chiesa di San Biagio è la parrocchiale di Fossanova San Biagio, frazione del comune di Ferrara nell'omonima provincia. Appartiene al vicariato di San Giorgio dell'arcidiocesi di Ferrara-Comacchio e la sua costruzione risale al XII secolo.

## Storia
La parrocchia di San Biagio a Fossanova venne documentata a partire dal XII secolo. Durante il XIV secolo fu legata alla pieve di Gaibana, la chiesa della Natività della Beata Maria Vergine.
Nel 1434 fu oggetto della visita pastorale del vescovo di Ferrara Giovanni Tavelli ed in tale occasione ne vennero denunciate le pessime condizioni. Venne deciso di restaurare sia la chiesa sia la canonica tuttavia, nel 1448, durante un'altra visita pastorale si rilevò che la situazione non era migliorata.
La parte di territorio ferrarese sul quale si trova la chiesa venne interessato in passato da frequenti alluvioni, talvolta disastrose, provocate dal Po di Primaro. L'evento del 1611 portò gravi danni, e non solo alla chiesa. In seguito alla devastazione dell'edificio si decise la sua ricostruzione, realizzata nel 1617. Due anni dopo, nel 1619, nella chiesa trovò sede la Confraternita del Rosario, voluta dal conte Giulio Perondolo. Nella navata venne eretta la cappella del Rosario e la chiesa fu arricchita di preziose suppellettili donate dal conte che, a sua volta, le aveva ricevute dal duca di Modena Cesare d'Este.
Ottenne la concessione del fonte battesimale all'inizio del XVIII secolo.

## Descrizione

### Esterni
La chiesa si trova in posizione isolata rispetto all'abitato di Fossanova San Biagio, sull'altra sponda di un tratto del Po morto di Primaro. Mostra orientamento verso ovest. La facciata a capanna è semplice, in stile neoclassico con due lesene laterali che sorreggono il frontone triangolare timpanato con un piccolo oculo. Il portale architravato è arricchito dalla cornice in muratura curvilinea. La torre campanaria sorge in posizione molto distaccata ed arretrata sulla sinistra.

### Interni
La navata interna è unica con copertura piana ed ampliata dalle cappelle laterali con altari minori. Attraverso l'arco santo si accede al presbiterio leggermente rialzato e da questo si può arrivare, attraverso una porta, alla sagrestia e alla canonica.